# スリアシ・トル
トルスリアシ（Tolu Suliasi、1993年10月5日 - ）は、ジャパンラグビーリーグワンNECグリーンロケッツ東葛に所属するラグビーユニオンの選手。旧名『スリアシ・トル』。

## プロフィール
- フィジー出身[1]。
- ポジションはプロップ(PR)。
- 身長 188 cm、体重 111 kg

## 略歴
2015年、スバグラマー高校卒業後、埼玉工業大学に入学する。
2018年、埼玉工業大学ラグビー部の主将に就任。
2019年、埼玉工業大学卒業後、パナソニック ワイルドナイツ(現・埼玉パナソニックワイルドナイツ)に加入。
2020年2月22日にジャパンラグビートップリーグ第6節NTTドコモレッドハリケーンズ戦に途中出場で公式戦初出場を果たす。2024年5月、埼玉パナソニックワールドナイツを退団した。
2024年6月、NECグリーンロケッツ東葛に入団。